# Prog Archives
Prog Archives (znany także jako Progarchives.com) – strona internetowa, poświęcona wykonawcom i dyskografiom rocka progresywnego. Serwis był notowany w rankingu Alexa na miejscu 43279.
Strona zawiera regularnie aktualizowane recenzje, biografie i dyskografie wszystkich zespołów i albumów, które uzna za godne tagu „rock progresywny”.

## Historia i profil
Projekt strony internetowej Prog Archives powstał w 2002 roku dzięki wspólnej inicjatywie niewielkiej grupy miłośników i kolekcjonerów progresywnej muzyki rockowej, którzy postanowili stworzyć stronę internetową dla internetowej społeczności tejże muzyki. Celem jest gromadzenie i dostarczanie obszernych informacji dotyczących progresywnej muzyki rockowej (w tym płyt), czym zajmują się zarówno twórcy strony jak i zarejestrowani użytkownicy.  
Zamiarem Prog Archives jest bycie najbardziej kompletną bazą danych progresywnego rocka. Zawiera on dyskografie ponad 12 tysięcy zespołów i artystów, ponad 69 tysięcy albumów (LP, CD i DVD) i ponad 1,9 miliona ocen i recenzji autorstwa 66 715 członków, którzy również uczestniczą w forum serwisu. 
Prog Archives jest świadectwem muzyki, którą opisuje jako „styl łączący rock, klasykę, psychodelię i elementy literackie”.